# Thomas Brandon

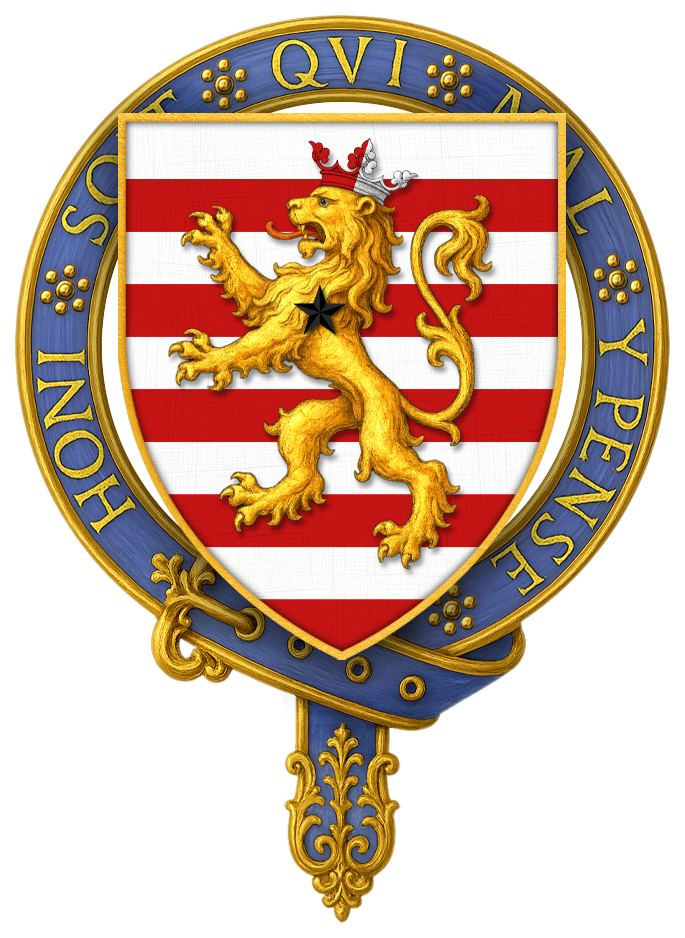
Sir Thomas Brandons Wappen als Ritter des Hosenbandordens

Sir Thomas Brandon, KG, († 27. Januar 1510) war ein englischer Höfling und Diplomat am Hofe König Heinrichs VII. Er gehörte der englischen Gentry an und war Ritter des Hosenbandordens. Während der Rosenkriege schloss er sich dem Thronprätendenten Heinrich Tudor, später König Heinrich VII., an und folgte ihm ins französische Exil. 1485 kehrte er mit Heinrichs siegreicher Armee nach England zurück und machte Karriere an dessen Hof.
Er war der Bruder von William Brandon, der in der Schlacht von Bosworth fiel und der Onkel von Charles Brandon, 1. Duke of Suffolk.

## Leben
Thomas Brandon war der dritte Sohn des Sir William Brandon aus Southwark († 1491) und der Elizabeth Wingfield († 1497). Er hatte zwei ältere Brüder und sechs Schwestern. Seine Vorfahren waren unbedeutende Händler an der Küste von Norfolk gewesen, sein Vater stieg als Beamter im Haushalt der Mowbray-Herzöge von Norfolk jedoch so weit auf, dass er sich einen Sitz im Parlament und wichtige lokale Ämter sichern konnte. Später gelang es ihm überdies in den Dienst der Könige Heinrich VI. und Edward IV., zu treten, was der Familie einen bedeutenden sozialen Aufstieg in die Ränge des niederen Landadels verschaffte.

### Im Exil mit Heinrich Tudor 1484–1485
Nach dem Tod König Edwards IV. verschwanden seine beiden kleinen Söhne im Tower (Prinzen im Tower) und sein jüngerer Bruder Richard III. ließ sich zum König krönen. Wie viele ehemalige Diener Edwards IV. setzten Thomas und seine Familie auf den Sturz König Richards III. und Thomas Brandon und sein ältester Bruder William gingen sogar soweit sich 1483 der Rebellion von Henry Stafford, 2. Duke of Buckingham anzuschließen. Diese scheiterte jedoch, woraufhin die Brüder im November 1484 England verlassen mussten. Sie flohen von East Mersea aus in die Bretagne zu Heinrich, Earl of Richmond, der ebenfalls Anspruch auf den englischen Thron erhob und eine Invasion vorbereitete. An der Spitze einer aus nur 30 Mann bestehenden Besatzung von Tudors Unterstützern verstärkte Thomas Brandon in Frankreich die Festung Hammes für Heinrich Tudor. König Richard III. bot ihm zwei Monate später einen offiziellen Pardon dafür an, Brandon wies diesen aber wohl ab und blieb Heinrich Tudor loyal, denn er gehörte nach dessen Thronbesteigung von Anfang an zu seinen Günstlingen.
Heinrich Tudor kehrte 1485 mit einer Invasionsarmee nach England zurück, besiegte Richard III. in der Schlacht von Bosworth und bestieg als Heinrich VII. den englischen Thron. Thomas Brandons Bruder William fiel in der Schlacht als Heinrichs Bannerträger, ob auch Thomas Brandon an der Schlacht beteiligt war, ist dagegen nicht bekannt.

### Karriere unter Heinrich VII. 1485–1509
Von Beginn der Herrschaft Heinrichs VII. war Brandon an dessen Hof äußerst aktiv und stand offensichtlich in seiner Gunst. Er nahm 1485 an der Taufe und dem Ritterschlag des neugeborenen Prinzen Arthur Tudor und an Turnieren teil und hatte viel mit den königlichen Jagdvergnügungen zu tun. Er diente dem König aber vor allem als Berater, als Soldat zu Land und zur See und als Diplomat. Im September 1486 hatte er bereits den prestigeträchtigen Rang eines Esquire of the King's Body inne, ab 1501, oder vielleicht auch schon 1499, war er königlicher Rittmeister (Master of the Horse) und nach dem Tod seines Vaters 1494 übernahm er dessen Amt als Master of the King's Bench Prison. Nach der Schlacht von Blackheath 1497 wurde er noch auf dem Schlachtfeld zum Knight Bachelor geschlagen. Er hatte dem König bereits im Frühling 1487 als Marinekommandant gedient und 1492 an der sogenannten französischen Kampagne teilgenommen. Im Jahr 1507 wurde er als Knight Companion in den hochangesehenen Hosenbandorden aufgenommen.
Als Diplomat wurde er 1503 zum römisch-deutschen König Maximilian I. nach Köln und Antwerpen geschickt und 1506 empfing er an der Spitze eines englischen Komitees dessen Sohn, den Herzog von Burgund, Phillip den Schönen bei dessen unerwarteter Ankunft an der Südküste von England. Meist hatte er aber mit ausländischen Botschaftern in England zu tun und nahm an Sitzungen des Rates teil.
Trotz seines eher bescheidenen Landbesitzes brachte Sir Thomas es durch finanziell vorteilhafte Eheschließungen und das Wohlwollen des Königs zu einem beträchtlichen Reichtum. Der König überließ ihm zweimal die Vormundschaft (und damit die finanzielle Kontrolle über dessen Ländereien) für den jeweils minderjährigen Lord Say (1491 und noch einmal 1509) und übergab ihm Freemantle Park und das Anwesen Duddington. Noch wichtiger war die Unterstützung des Königs für Brandons Ehen mit zwei reichen Witwen, zunächst Anne Fiennes, Witwe des William Berkeley, 1. Marquess of Berkeley und nach deren Tod Elizabeth Dynham, Schwester und Miterbin des John, Lord Dynham und Witwe 1. von Fulk Bourchier, Lord Fitzwairne und 2. von Sir John Sapcotes.

## Tod
Nach dem Tod Heinrichs VII. im Jahr 1509 bestieg dessen Sohn Heinrich VIII. den Thron und bestätigte Thomas Brandon in seinem Amt als Rittmeister. Er war weiterhin ein aktives Ratsmitglied, behielt alle seine Ämter und wurde am 2. Juni 1509 zum Warden and Chief Justice of the Royal Forests South of Trent ernannt. Alles deutete darauf hin, dass seine Karriere auch unter dem neuen König gut verlaufen würde. Er starb jedoch weniger als ein Jahr nach dessen Thronbesteigung am 27. Januar 1510 und wurde am 29. in London Blackfriars bestattet. Da er nie Kinder gehabt hatte, beerbte ihn sein Neffe Charles Brandon. In seinem Testament  bestimmte Thomas Brandon zudem umfassende finanzielle Zuwendungen für Lady Jane Guildford, Witwe des Sir Richard Guildford, deren Diener ihn während seiner letzten Krankheit gepflegt hatten. Lady Guildford wiederum bat in ihrem Testament von 1538 um Seelenmessen für Thomas Brandon. Sir Thomas’ Witwe Elizabeth Dynham legte am 21. April 1510 ein Keuschheitsgelübde vor Bischof John Fisher ab und starb am 19. Oktober 1516. Sie wurde in der Priorei St. Mary Overie in Southwark beerdigt.

## Ehen
Thomas Brandon war zweimal verheiratet. In erster Ehe heiratete er spätestens 1496 Anne Fiennes († 10. September 1497), Tochter des Sir John Fiennes und der Alice Fitzhugh, Witwe des William Berkeley, 1. Marquess of Berkeley. Nach deren Tod heiratete er um 1502/03 Elizabeth Dynham († 19. Oktober 1516), Witwe des Sir John Sapcotes; sie legte nach Thomas Brandons Tod ein Keuschheitsgelübde vor Bischof Fisher ab und wurde im Kloster St. Mary Overie bestattet. Beide Ehen blieben kinderlos, sodass sein Neffe Charles Brandon ihn beerbte.